# جو رابرتز
جو رابرتز (انگلیسی: Joe Roberts؛ ۲ فوریهٔ ۱۸۷۱ – ۲۸ اکتبر ۱۹۲۳) بازیگر اهل ایالات متحده آمریکا بود.
او در ۱۶ فیلم از ۱۹ فیلم کوتاه و صامت باستر کیتون هنرنمایی کرده است.

## گزیدهٔ فیلم‌شناسی
- مهمان‌نوازی ما (۱۹۲۳)
- لاو نست (۱۹۲۳)
- خیال‌پردازی‌ها (۱۹۲۲)
- خانه برقی (۱۹۲۲)
- پلیس‌ها (۱۹۲۲)
- شمال یخ‌زده (۱۹۲۲)
- خانواده همسرم (۱۹۲۲)
- آهنگر (۱۹۲۲)
- رنگ‌پریده (۱۹۲۲)
- زندانی ۱۳ (۱۹۲۰)
- همسایه‌ها (۱۹۲۰)
- یک هفته (۱۹۲۰)